# 연인들 (1975년 영화)
"연인들"은 1975년에 개봉한 대한민국의 영화이다.

## 캐스팅
- 신영일
- 박근형
- 김창숙
- 이낙훈
- 박남옥
- 박미영
- 장재훈
- 박예숙
- 손전
- 유정준